# Menetia surda
Menetia surda — вид сцинкоподібних ящірок родини сцинкових (Scincidae). Ендемік Австралії.

## Поширення і екологія
Menetia surda мешкають на заході Західної Австралії, від Джералдтона до Порт-Гедленда, а також на сусідніх островах, зокрема на острові Берньє. Вони живуть в прибережних чагарникових заростях, на дюнах, в акацієвих рідколіссях та в спінніфексових заростях.